# Awan (Erywań)
Awan (orm. Ավան) – jedna z dwunastu dzielnic Erywania – stolicy Armenii. Według danych na rok 2022 dzielnicę zamieszkiwały 55 094 osoby, a gęstość zaludnienia wyniosła 7588 os./km2.

## Galeria

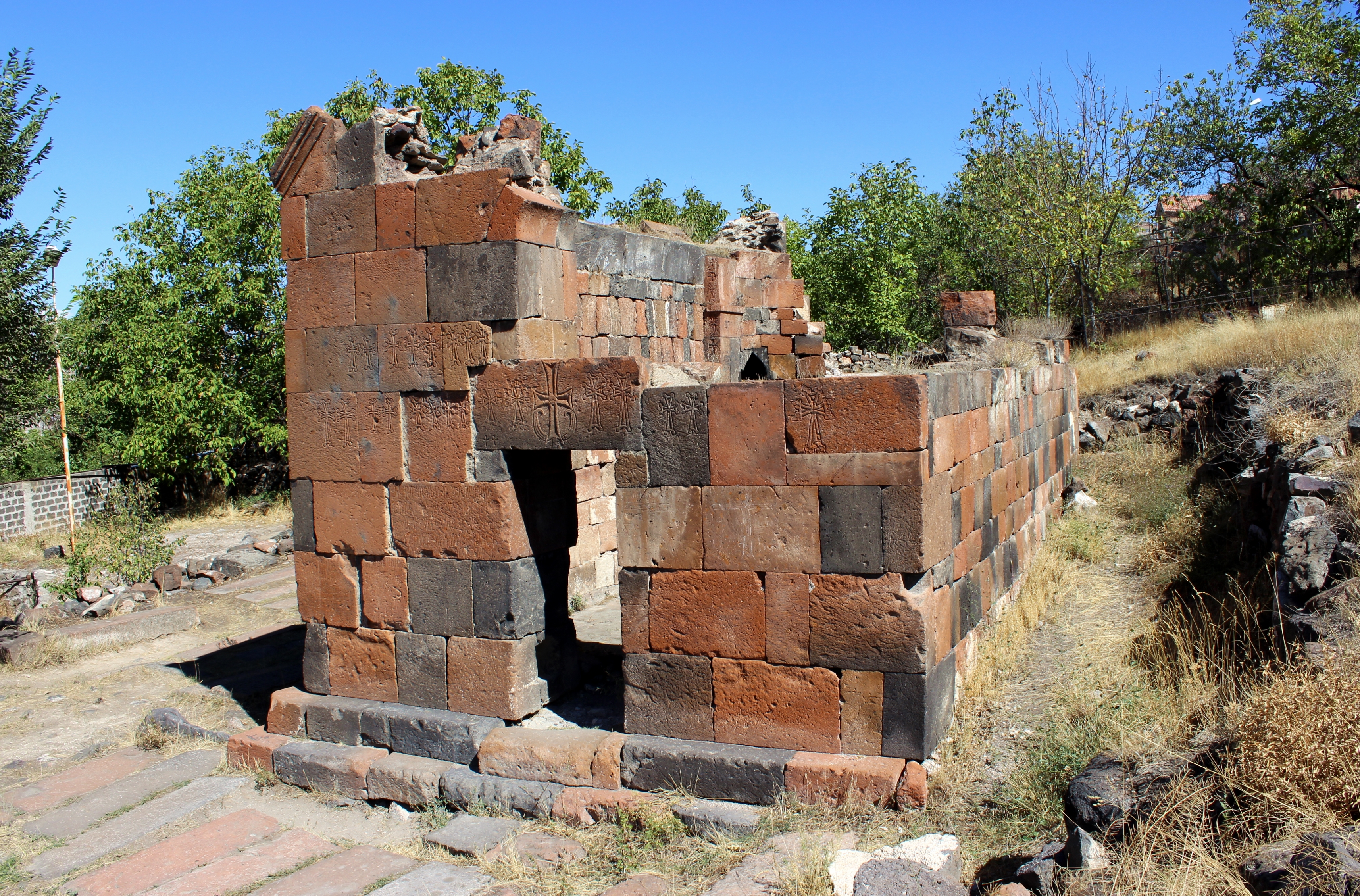
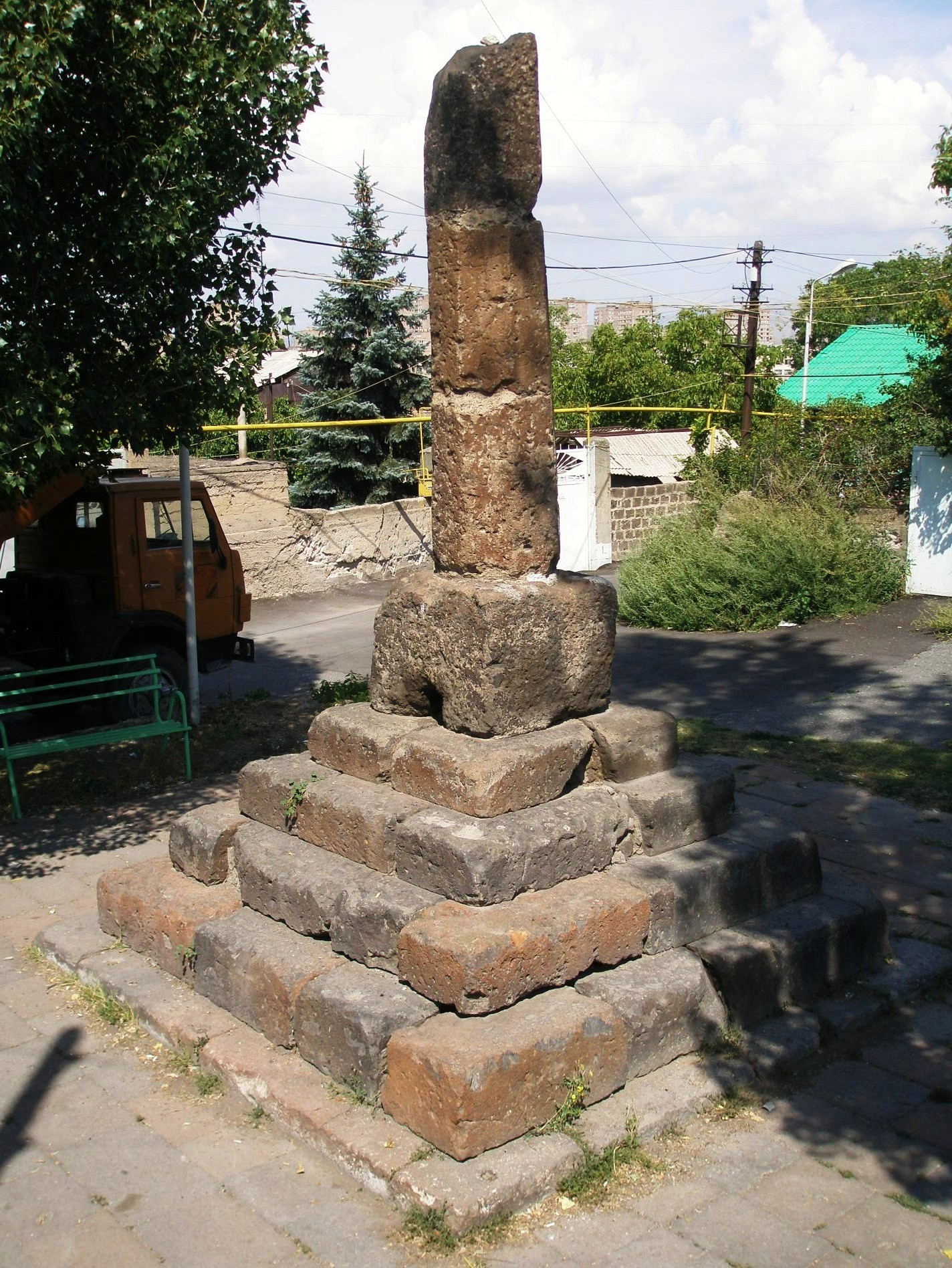
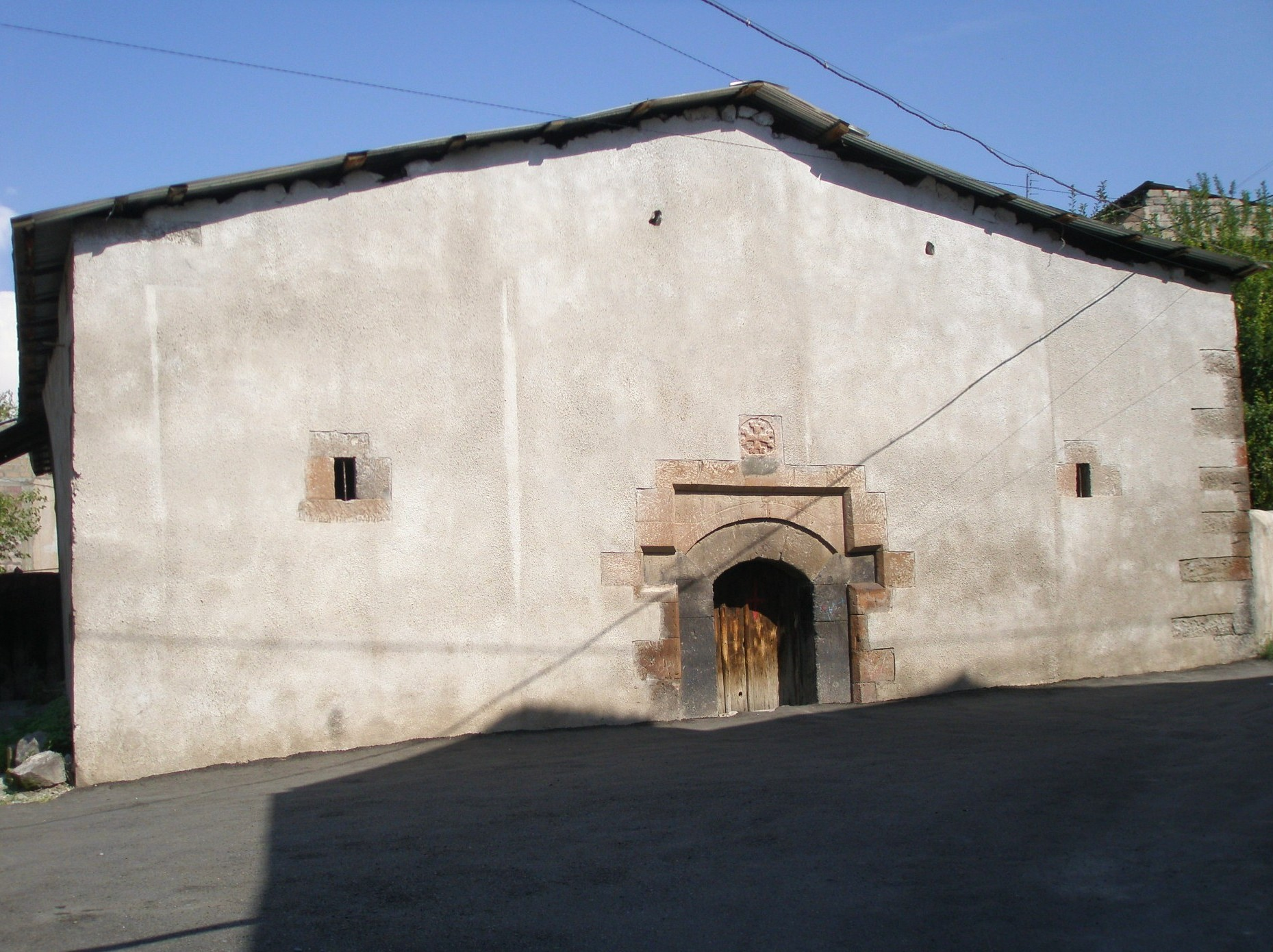
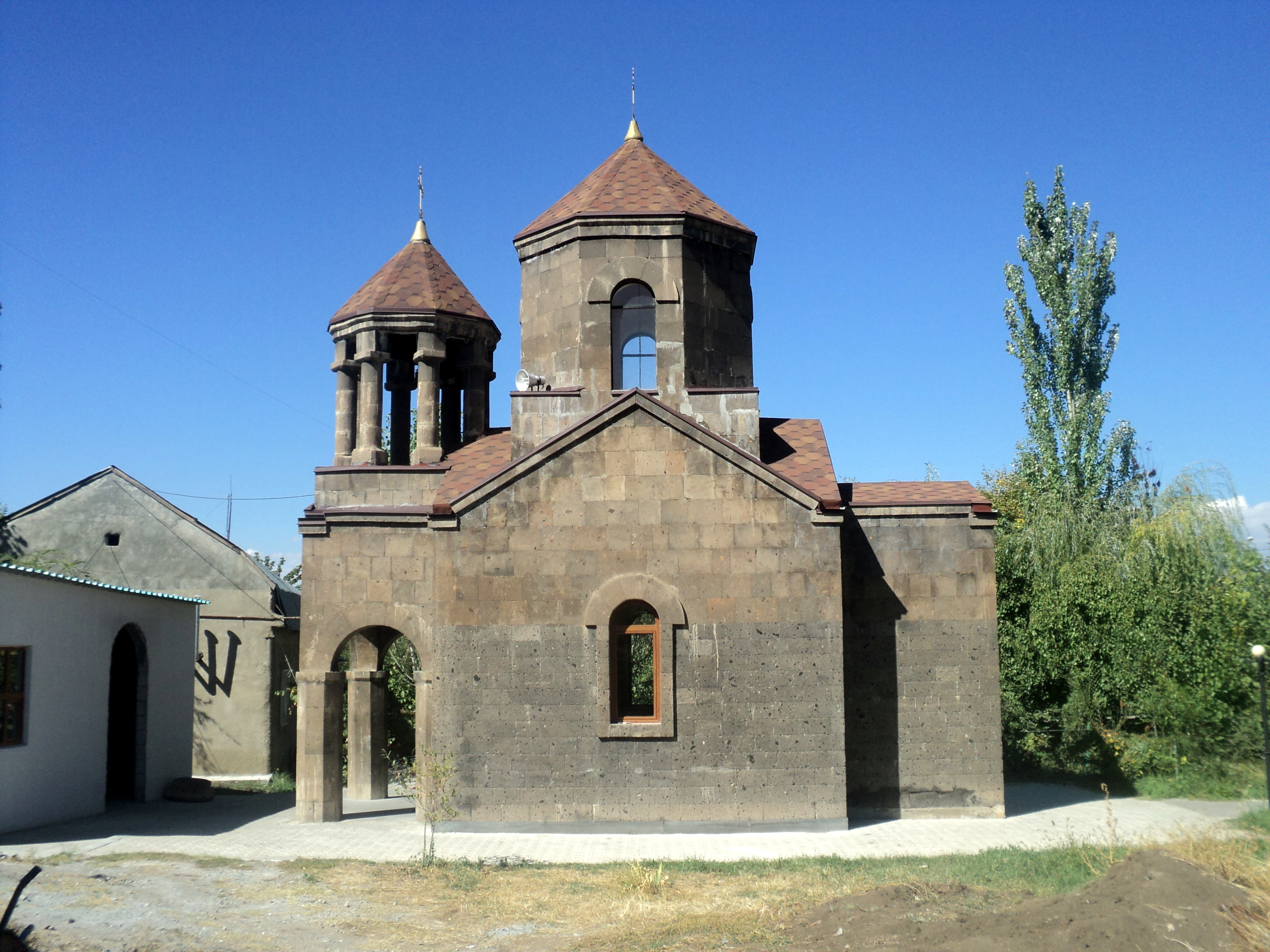